# Sigoulès-et-Flaugeac
Sigoulès-et-Flaugeac is een gemeente in het Franse departement Dordogne (regio Nouvelle-Aquitaine). De plaats maakt deel uit van het arrondissement Bergerac. Sigoulès-et-Flaugeac is op 1 januari 2019 ontstaan door de fusie van de gemeenten Flaugeac en Sigoulès. De gemeente telde 1.251 inwoners op 1 januari 2022.

## Geografie
De oppervlakte van Sigoulès-et-Flaugeac bedraagt 18,21 km², de bevolkingsdichtheid is 66 inwoners per km² (per 1 januari 2019).
De onderstaande kaart toont de ligging van Sigoulès-et-Flaugeac met de belangrijkste infrastructuur en aangrenzende gemeenten.

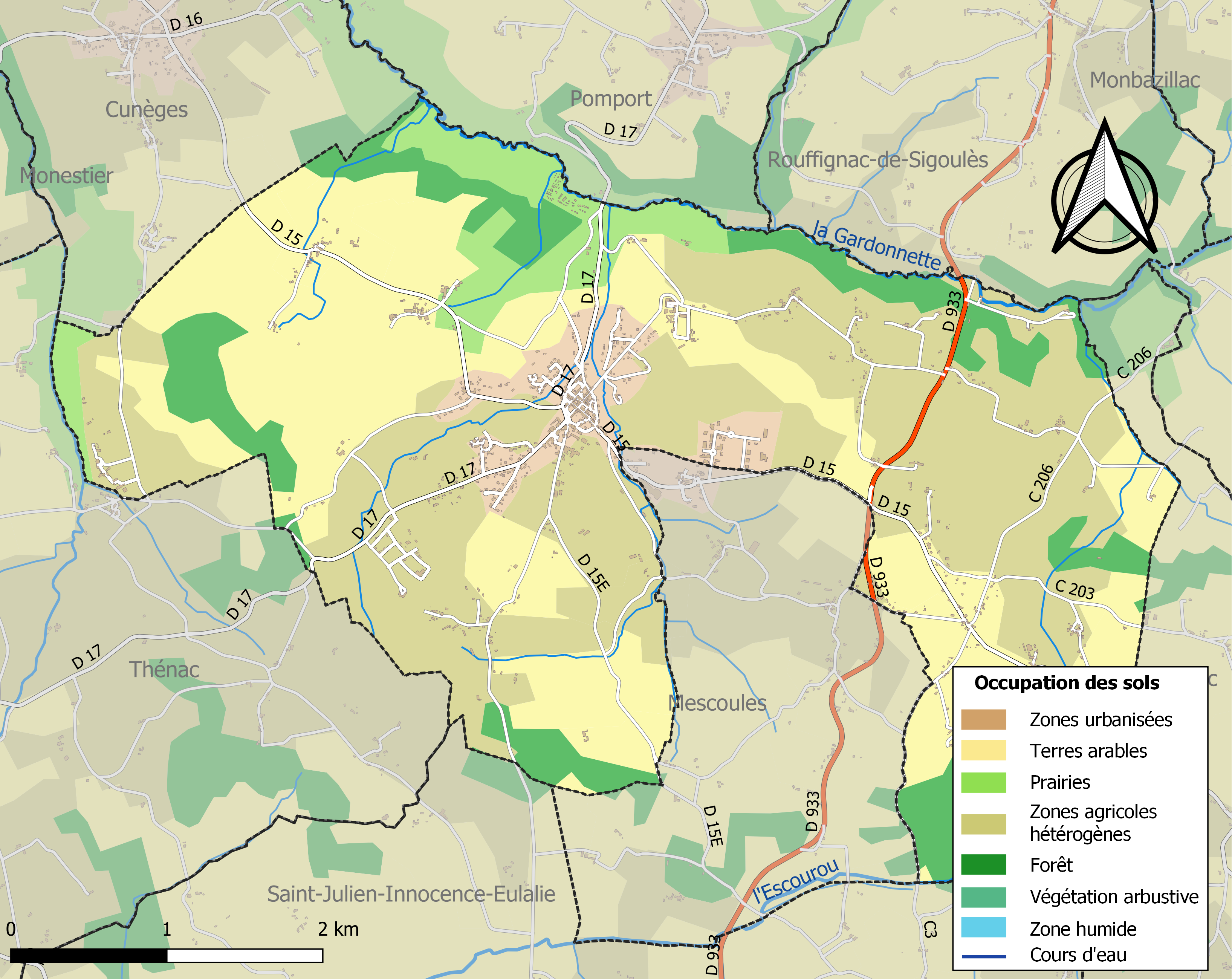